# دين لوري
دين لوري (بالإنجليزية: Dean Lorey)‏ هو كاتب وروائي وكاتب سيناريو وممثل أمريكي، ولد في 17 نوفمبر 1967 في الولايات المتحدة.

## أعمال

### أفلام
- (1993) جيسون يذهب إلى الجحيم الجمعة الأخيرة

## وصلات خارجية
- دين لوري على موقع IMDb (الإنجليزية)
- دين لوري على موقع ألو سيني (الفرنسية)
- دين لوري على موقع أول موفي (الإنجليزية)
- دين لوري على موقع قاعدة بيانات الفيلم (الإنجليزية)
- دين لوري على موقع كينوبويسك (الروسية)